# Malinka (Wisła)
Malinka – jednostka pomocnicza miasta Wisła, osiedle nr 5. Jedna z najbardziej rozległych dolin miasta Wisła. Zajmuje północno-wschodnią część miasta i jest położona po obu stronach potoku Malinka. Północna jej część położona jest na łagodnych i mocno nasłonecznionych zboczach Czupla i Malinowa. W tej części znajdują się najlepsze tereny zajęte pod uprawę rolną. Południowy obszar na stromo opadających zboczach Cienkowa jest bardziej zalesiony.

## Położenie geograficzne
Dolina Malinki zamknięta jest z trzech stron (wschód, południe, północ) pasmami górskimi. Granica północna przebiega od Nowej Osady poprzez Czupel (882 m), Jawierzny (799 m) do Przełęczy Salmopolskiej. Częściowo na tym odcinku graniczy z gminą Brenna. Następnie biegnie w kierunku Malinowa (1115 m), gdzie graniczy z miastem Szczyrk. Wschodnia granica ciągnie się od Malinowa poprzez Malinowską Skałę (1152 m) do Zielonego Kopca (1152 m). Odcinek między Malinowską Skałą a Zielonym Kopcem jest częścią głównego pasma Beskidu Śląskiego łączącego Baranią Górę (1220 m) ze Skrzycznem (1257 m). Tędy przebiega granicą pomiędzy Wisłą-Malinką a należącą już do Żywiecczyzny gminą Lipowa. W rejonie Zielonego Kopca pasmo to łączy się z pasmem Cienkowa, oddzielającym od południowej strony Malinkę od Czarnego. Obszar ten jest najwyżej położoną częścią Malinki. Pasmo Cienkowa łagodnie opada w kierunku zachodnim, począwszy od Zielonego Kopca poprzez Cienków Wyszni (957 m), Cienków Postrzedni (867 m), Cienków Niżni (720 m), kończąc się nad doliną Wisełki w Nowej Osadzie. Od strony zachodniej dolina Malinki połączona jest z Wisłą wąskim przesmykiem znajdującym się między szczytami Czupla i Kozińców. W tym miejscu potok Malinka wpada do Wisły. Przebiega tędy jedyna droga łącząca dolinę z pozostałą częścią miasta. Droga ta łączy jednocześnie Wisłę ze Szczyrkiem.
Najniżej położonym punktem Malinki jest osiedle Bajcary (ok. 480 m), a najwyższym szczytem jest Malinowska Skała. Tereny zabudowane znajdują się na wysokości 480–800 m (osiedle Sadowy).

## Nazwa
Malinka jest jedną ze starszych "dzielnic" Wisły. Osadnicy Georg und Hanß Tießlar auf der Malincze (...) byli wzmiankowani już w 1722 r. Nazwy Niezna Malinka i Gornia Malinka pojawiły się w zapisach w roku 1836. Nazwa pochodzi od rośliny maliny.

## Wspólnoty wyznaniowe
Na terenie Malinki działalność duszpasterską prowadzą następujące Kościoły i związki wyznaniowe:
- Kościół Ewangelicko-Augsburski:
  - parafia w Wiśle Malince
- Świadkowie Jehowy:
  - zbory: Wisła-Malinka Dolna, Wisła-Malinka Górna (Sala Królestwa)[3]

## Turystyka
Malinka ma ważne znaczenie dla turystyki tego regionu. W Malince występują również źródła wód mineralnych, na które natrafiono podczas wierceń prowadzonych pod projektowany zbiornik retencyjny. Projekt budowy został zaniechany, jednak plan zagospodarowania przestrzennego miasta Wisły przewiduje rozpoznanie zasobów wód mineralnych, a po dokładnym ich oszacowaniu Malinka może stać się miejscowością sanatoryjno-klimatyczną.
Dolina ma dość luźną zabudowę mieszkalną. Znajduje się tutaj kilka większych domów wypoczynkowych, a w domach prywatnych kwatery dla turystów i wczasowiczów. Na terenach nadających się do uprawiania sportów narciarskich zbudowano wyciągi narciarskie. Ze szczytu Cieńkowa Niźniego prowadzi najdłuższa w Malince trasa narciarska o łącznej długości ok. 900 m i 200 m różnicy wzniesień. Nieco poniżej tego szczytu, na szlaku turystycznym w kierunku Zielonego Kopca, znajduje się Postrzedniańsko Polana. Należy ona do ostatnich w Beskidzie Śląskim, gdzie prowadziło się gospodarkę sałaszniczo-pasterską, charakterystyczną w przeszłości dla tych terenów.
Na terenie Malinki, poniżej szczytu Malinowa, znajduje się Jaskinia Malinowska – jedyna w polskiej części Beskidu Śląskiego udostępniona dla ruchu turystycznego. W stokach grzbietu, łączącego Malinów i Malinowską Skałę znajdują się dwie najdłuższe jaskinie Beskidu Śląskiego i całych polskich Karpat fliszowych: Jaskinia Wiślańska (odkryta w 2003, dł. 2275 m) i Jaskinia Miecharska (odkryta w 2004, dł. 1838 m). Jaskinie te nie są przystosowane do zwiedzania.

## Sport
W dolnej części pasma Cienkowa zlokalizowana jest skocznia narciarska im. Adama Małysza, wybudowana w latach 2003–2008, w miejscu istniejącej tam wcześniej skoczni „Malinka”.
W styczniu 2014 r. oddano do użytku ośrodek narciarski o nazwie „Wyciągi Narciarskie Klepki Wisła Malinka” około 500 m na wschód od skoczni po północnej stronie Malinki, na południowych zboczach Czupla. Ośrodek ten dysponuje m.in. czteroosobowym wyciągiem krzesełkowym.